# 本多忠寄
本多 忠寄（ほんだ ただより）は、江戸時代前期の陸奥国石川藩、三河国挙母藩の世嗣。通称は千之助、一学。

## 略歴
本多忠義の七男として誕生。
嫡子のなかった兄・忠利の養子となり、延宝4年（1676年）徳川家綱に御目見する。しかし、家督を相続することなく元禄3年（1690年）に29歳で没した。代わって、忠次（長府藩主・毛利綱元の次男）が忠利の婿養子に迎えられ、嫡子となった。
法名は済誉知広英往生徳院（濟譽知廣英往生徳院）。墓所は奈良県奈良市の王龍寺。